# Giuseppe Albini (sénateur)
Pour les articles homonymes, voir Giuseppe Albini (homonymie) et Albini.
Giuseppe Albini, né le 20 septembre 1780 à Villefranche-sur-Mer et mort le 31 juillet 1859  à Spotorno (province de Savone), est un homme politique sarde du XIXe siècle, sénateur de la province de Nice au Parlement de Turin.

## Biographie
Le comte Giuseppe Albini est un militaire de carrière dans la marine du royaume de Piémont-Sardaigne. Anobli en 1850, il est nommé sénateur la même année.